# Adam Hansen
Adam James Hansen (Cairns, 11 mei 1981) is een Australisch wegwielrenner en mountainbiker.

## Carrière
Van 2003 tot en met 2006 fietste hij voor enkele Oostenrijkse ploegen. In 2007 reed hij voor T-Mobile Team en van 2008 tot en met 2010 voor Team High Road. In 2011 maakte Hansen deel uit van het Belgische Omega Pharma-Lotto en sinds 2012 van diens opvolger Lotto-Belisol. Hansen was in 2004 en 2005 de beste in de Crocodile Trophy, een wedstrijd die te boek staat als de zwaarste mountainbikewedstrijd ter wereld.
Adam Hansen was in 2012 de enige renner die de drie grote rondes - Ronde van Italië, Ronde van Frankrijk en Ronde van Spanje - in eenzelfde seizoen wist uit te rijden. Dit herhaalde hij in alle daaropvolgende seizoenen tot en met 2017. Na de Ronde van Spanje 2015 had hij dertien grote rondes op rij uitgereden. Hiermee verbeterde hij het record van de Spanjaard Bernardo Ruiz, die tussen 1954 en 1958 twaalf keer op rij een grote ronde voltooide.
Na 18 opeenvolgende grote rondes leek in 2017 een einde te komen aan zijn recordreeks, toen Hansen niet geselecteerd werd voor de Ronde van Spanje van dat jaar. Uiteindelijk stond hij echter alsnog aan de start als vervanger van zijn ploeggenoot Rafael Valls, die de wedstrijd wegens een heupbreuk niet kon rijden. In 2018 scherpte Hansen zijn record voor een laatste maal aan met zijn deelname aan de Ronde van Italië, zijn twintigste grote ronde op rij. In de hierop volgende Ronde van Frankrijk was hij voor het eerst in zeven seizoenen afwezig.
In de Ronde van Italië van 2013 wist hij na een lange vlucht in de stromende regen de zevende etappe op zijn naam te schrijven. Het was zijn eerste etappesucces in een grote ronde. Anderhalf jaar later verdubbelde hij dit aantal, door met een late uitval het peloton te verschalken in de negentiende etappe van de Ronde van Spanje 2014. In 2020 verliet hij Lotto-Soudal en ging op pensioen. Een jaar later in 2022 keerde hij al terug bij de Oostenrijkse continentale ploeg WSA KTM Graz p/b Leomo.
Hansen werd in maart 2023 benoemd tot voorzitter van de rennersvakbond Cyclistes Professionels Associés als opvolger van Gianni Bugno.

## Belangrijkste overwinningen
2004
Crocodile Trophy (mountainbiken)
2005
Crocodile Trophy (mountainbiken)
2008
 Australisch kampioen tijdrijden, Elite
2010
4e etappe Ster Elektrotoer
Eindklassement Ster Elektrotoer
2013
7e etappe Ronde van Italië
2014
Bergklassement Tour Down Under
19e etappe Ronde van Spanje

## Resultaten in voornaamste wedstrijden
| Jaar | Ronde van Italië | Ronde van Frankrijk | Ronde van Spanje |
| ---- | ---------------- | ------------------- | ---------------- |
| 2007 | opgave           |                     | 89e              |
| 2008 | 108e             | 107e                |                  |
| 2009 |                  |                     | 94e              |
| 2010 | opgave           | opgave              |                  |
| 2011 |                  |                     | 129e             |
| 2012 | 94e              | 81e                 | 123e             |
| 2013 | 72e (1)          | 72e                 | 60e              |
| 2014 | 73e              | 64e                 | 53e (1)          |
| 2015 | 77e              | 114e                | 55e              |
| 2016 | 68e              | 100e                | 110e             |
| 2017 | 93e              | 113e                | 95e              |
| 2018 | 60e              |                     |                  |
| 2019 | 68e              |                     |                  |
| 2020 | 117e             |                     |                  |

| Jaar | Milaan-San Remo | Gent-Wevelgem | Parijs-Roubaix | Amstel Gold Race | Luik-Bast.‑Luik | Ronde van Lombardije | Cyclassics Hamburg | Eschborn-Frankfurt | Waalse Pijl |  | WK op de weg |  | Wereldranglijsten |
| ---- | --------------- | ------------- | -------------- | ---------------- | --------------- | -------------------- | ------------------ | ------------------ | ----------- |  | ------------ |  | ----------------- |
| 2007 |                 |               |                |                  | opgave          |                      | 40e                |                    |             |  |              |  |                   |
| 2008 |                 |               |                | 76e              | 56e             |                      |                    |                    | 103e        |  | opgave       |  |                   |
| 2009 |                 |               |                |                  |                 |                      |                    |                    |             |  |              |  | 234e (UWK)        |
| 2010 |                 |               | opgave         |                  |                 | opgave               |                    |                    |             |  |              |  |                   |
| 2011 | 81e             | 137e          | 106e           |                  |                 |                      |                    |                    |             |  |              |  |                   |
| 2012 | 118e            |               |                |                  |                 |                      |                    |                    |             |  | opgave       |  |                   |
| 2013 | opgave          |               |                |                  |                 |                      |                    |                    |             |  |              |  | 124e (UWT)        |
| 2014 | 42e             |               |                |                  |                 |                      |                    |                    |             |  | 81e          |  | 101e (UWT)        |
| 2015 | 63e             |               |                |                  |                 |                      |                    |                    |             |  | 73e          |  |                   |
| 2016 | 117e            |               |                |                  |                 |                      |                    |                    |             |  |              |  |                   |
| 2017 |                 |               |                |                  |                 |                      |                    | 30e                |             |  |              |  | 328e (UWT)        |
| 2018 |                 |               |                |                  |                 |                      | 70e                |                    |             |  |              |  | 296e (UWT)        |
| 2019 | 168e            |               |                |                  |                 |                      |                    |                    |             |  |              |  |                   |
| 2020 |                 |               |                |                  |                 | opgave               |                    |                    |             |  |              |  |                   |

## Ploegen
- 2003 –  Arbö Merida-Graz
- 2004 –  Corratec Austria-Arbö
- 2005 –  ELK Haus-Simplon
- 2006 –  Aposport Krone Linz
- 2007 –  T-Mobile Team
- 2008 –  Team Columbia [a]
- 2009 –  Team Columbia-HTC [b]
- 2010 –  Team HTC-Columbia
- 2011 –  Omega Pharma-Lotto
- 2012 –  Lotto-Belisol
- 2013 –  Lotto-Belisol
- 2014 –  Lotto-Belisol
- 2015 –  Lotto Soudal
- 2016 –  Lotto Soudal
- 2017 –  Lotto Soudal
- 2018 –  Lotto Soudal
- 2019 –  Lotto Soudal
- 2020 –  Lotto Soudal
- 2022 –  WSA KTM Graz p/b Leomo
- 2023 –  WSA KTM Graz p/b Leomo

Barry ·
Baumann ·
Bernucci ·
Burghardt ·
Cavendish ·
Ciolek ·
Davis ·
Eisel ·
Gerdemann ·
Grabsch ·
Greipel ·
Guerini (tot 31/08) ·
Hammond ·
Hansen ·
Henderson ·
Hontsjar (tot 15/06) ·
Kirchen ·
Klier ·
Knaven ·
Korff ·
Merckx (tot 31/07) ·
Olsen ·
Piil ·
Pinotti ·
Raboň ·
Rogers ·
Schreck ·
Sinkewitz (tot 31/07) ·
Ziegler ·
Beima (stagiair) ·
Kljoejev (stagiair) ·
Stannard (stagiair) 
Barry ·
Boasson Hagen ·
Burghardt ·
Cavendish ·
Ciolek ·
Davis ·
Devine ·
Eisel ·
Gerdemann ·
Grabsch   ·
Greipel ·
Hammond ·
Hansen ·
Henderson ·
Hincapie ·
Kirchen ·
Klier ·
Knaven ·
Lewis ·
Löfkvist ·
Martin ·
Pinotti ·
Possoni ·
Raboň ·
Reynés ·
Rogers ·
Sieberg ·
Siwtsow ·
Wiggins ·
Dockx (stagiair)
Albasini ·
Barry ·
Boasson Hagen ·
Burghardt ·
Cavendish ·
Dockx ·
Eisel ·
Grabsch   ·
Greipel ·
Hansen ·
Henderson ·
Hincapie ·
Kirchen ·
Lewis ·
Löfkvist ·
Martin ·
Monfort ·
Pinotti ·
Possoni ·
Raboň ·
Renshaw ·
Reynés ·
Rogers ·
Sieberg ·
Siwtsow
Albasini ·
Bak ·
Cavendish ·
Dockx ·
Eisel ·
Ghyselinck ·
Goss ·
Grabsch ·
Greipel ·
Gretsch ·
Guldhammer ·
Hansen ·
Howard ·
Lewis ·
Martin ·
Monfort ·
Pinotti ·
Raboň ·
Renshaw ·
Reynés ·
Rogers ·
Roulston ·
Saramotins ·
Sieberg ·
Siwtsow ·
van Garderen ·
M. Velits ·
P. Velits
Aerts · Bakelants · Blythe · Boucher · De Clercq · De Greef · Debusschere · Dehaes · Dockx · Gilbert · Greipel · Hansen · Kaisen · Lang · Lloyd · Lodewyck · Neyens · Pujol · Reynés · Roelandts · Sieberg · Van De Walle · Van den Broeck · Vandousselaere · Vanendert · Veikkanen · Willems · Van der Sande (stagiair) 
Bak · Bille · Bulgaç · Cordeel · De Clercq · De Greef · Debusschere · Dehaes · Dockx · Greipel · Hansen · Henderson · Kaisen · Meersman · Neyens · Reynés · Robert · Roelandts · Sieberg · Sohrabi · Van der Sande · Van De Walle · D. Vanendert · J. Vanendert · van Leijen · Vangenechten · Wellens · Van den Broeck · Willems · Sprengers (stagiair) · Wippert (stagiair) 
Bak · Bellemakers · Bille · Bulgaç · Cordeel · De Clercq · De Greef · Debusschere · Dehaes · Dockx · Greipel · Hansen · Henderson · Kaisen · Meersman · Neyens · Reynés · Robert · Roelandts · Sieberg · Van der Sande · Van De Walle · D. Vanendert · J. Vanendert · van Leijen · Vangenechten · Wellens · Van den Broeck · Willems · Broeckx (stagiair) · Carolus (stagiair) 
Armée · Bak · Boeckmans · Breen · Broeckx · De Bie · Debusschere · De Clercq · Dehaes · Dockx · Gallopin · Greipel · Hansen · Henderson · Kaisen · Ligthart · Monfort · Roelandts · Sieberg · Vallée · Van den Broeck · Van der Sande · D. Vanendert · J. Vanendert · Van Genechten · Vervaeke · Wellens · Willems · Benoot (stagiair) · Meurisse (stagiair) · Naesen (stagiair)
Armée · Bak · Benoot · Boeckmans · Breen · Broeckx · De Buyst · De Bie · Debusschere · De Clercq · De Gendt · Dehaes · Dockx · Gallopin · Greipel · Hansen · Henderson · Ligthart · Monfort · Roelandts · Sieberg · Vallée · Van den Broeck · Van der Sande · D.Vanendert · J.Vanendert · Vervaeke · Wellens · Frison (stagiair) · Van Gestel (stagiair) · Van Rooy (stagiair)
Armée · Bak · Benoot · Boeckmans · Broeckx · De Buyst · De Bie · De Clercq · De Gendt · Debusschere · Dockx · Frison · Gallopin · Greipel · Hansen · Henderson · Ligthart · Marczyński · Monfort · Roelandts · Sieberg · Valls · Van der Sande · Vanendert · Vervaeke · Wallays · Wellens · Deltombe (stagiair) · Goolaerts (stagiair) · Shaw (stagiair)
Armée · Bak · Benoot · Boeckmans · De Bie · De Buyst · De Clercq · De Gendt · Debusschere · Frison · Gallopin · Greipel · Hansen · Hofland · Maes · Marczyński · Mertz · Monfort · Roelandts · Shaw · Sieberg · Valls · Van der Sande · Vanendert · Vervaeke · Wallays · Wellens · Wouters · Leysen (stagiair) · Planckaert (stagiair) · Van Gompel (stagiair)
Armée · Bak · Benoot · Campenaerts     · De Buyst · De Gendt · Debusschere · Frison · Greipel · Hansen · Hofland · Keukeleire · Lambrecht · Maes · Marczyński · Mertz · Monfort · Naesen · Shaw · Sieberg · Van der Sande · Vanendert · Wallays · Wellens · Wouters
Armée · Benoot · Blythe · Campenaerts   · De Buyst · De Gendt · Dewulf · Ewan · Frison · Hagen · Hansen · Iversen · Keukeleire · Kluge · Lambrecht · Maes · Marczyński · Mertz · Monfort · Naesen · Thijssen · Van der Sande · van Goethem · Van Moer · Vanendert · Vanhoucke · Wallays · Wellens · Wouters
Armée · Cras · De Buyst · De Gendt · Degenkolb · Dewulf · Dibben · Ewan · Frison · Gilbert · Goossens · Hagen · Hansen · Holmes · Iversen · Kluge · Maes · Marczyński · Mertz · Oldani · Thijssen · Van der Sande · Van Goethem · Van Moer · Vanhoucke · Vermeersch (vanaf 1 juni) · Wallays · Wellens